# Марија Борисовна од Твера
Марија Борисовна (Твер (?), 1442. — Москва, 22. април 1467) - ћерка кнеза Бориса Александровича од Твера, прва жена великог кнеза московског Ивана III.
Верена је за великог кнеза Ивана III као дете 1447. године, када је његов отац велики кнез Василије II Мрачни нашао помоћ и склониште у Тверу током борбе за власт. Касније, 4. јуна 1452. године, Марија и Иван су се венчали. Из брака са великим кнезом  Иваном III 15. фебруара 1458. године родила је јединог сина, Ивана Младог, и могуће ћерку, која је добила име Александра када је положила монашке завете.
Умрла је 22. априла 1467. године, вероватно од тровања. Велика кнегиња Марија је сахрањена у Кремљу, у Вазнесењском манастиру.

## Биографија
Веридба седмогодишњег „кнеза Ивана Грбавог, како су му оца звали“ са петогодишњом ћерком тверског великог кнеза Бориса, Маријом догодила се током боравка младожењиног оца Василија II у Тверу. Тверски монах Тома, који је око 1453. године саставио „Похвалну беседу“ тверском великом кнезу Борису, бележи свечану атмосферу у којој се веридба одржала и њен значај за обе стране: „И на тој веридби беше богољубиви епископ тверски Илија и сви кнежеви и племићи и колико их је било под влашћу великог кнеза Бориса и из других земаља сам велики кнез Василије, и с њим мноштво кнежева и племића, јер беше таква гомила, али ниједан град није могао да их смести. И беше велика радост, али као што смо већ рекли, Бог претвори тугу у радост, и Московљани се обрадоваше, јер је Москва постала Твер, и Тверљани се обрадоваше, јер је Москва постала Твер и два суверена се сјединише у једно“.
Само венчање се одиграло 4. јула 1452. године у Спаској цркви Московског Кремља, када је он имао 12, а она 10 година. Разлози за брак су, наравно, били политичке природе. Велик кнез Борис је ојачао савез са Москвом, Василије II је повећао шансе за повратак на великокнежевски престо. Маријин отац велики кнез Борис јој је дао богат мираз, „фатом“ бисера, што је касније послужило као разлог за политички скандал. Када је, након Маријине смрти, 1484. године, велики кнез Иван III желео да поклони овај „сажен“ жени њиховог сина кнеза Ивана Младог, својој снаји кнегињи Јелени Волошанки (која му је родила унука Димитрија), испоставило се да је његова друга жена велика кнегиња Софија „Римљанка“ фатом „изгубила“. Разјарени велики кнез Иван III није оклевао да великој кнегињи Софији одузме поклон од њене братанице кнегиње Марије, која је била удата за кнеза Василија Верејског, што је довело до бекства кнеза Василија и кнегиње Марије у Литванију и заузимања његовог наследства).
Године 1458, када је кнегиња Марија имала 16 година, родила је свог јединог сина, „и он је добио име Иван“. Године 1461. умире њен отац, велики кнез Борис Александрович од Твера, а 1462. године умире њен свекар велики кнез Василије II Васиљевич Слепи: у Тверу је на кнежевски престо ступио њен 8-годишњи брат велики кнез Михаил Борисович, а у Москви је њен 22-годишњи муж Иван III постао велики кнез.
С обзиром на то колико је њен отац био образован, вероватно је да је велика кнегиња Марија такође истицала „књишку мудрост“, а њен естетски укус је негован од детињства. Према речима хроничара, била је „љубазна и скромна“.

### Смрт
Велика кнегиња Марија је изненада преминула, у двадесет петој години живота, 22. априла 1467. године, а сахрањена је 24. априла у одсуству великог кнеза Ивана III Великог: „Митрополит Филип I је певао уобичајене песме над њом и сместио је у манастир у цркви Светог Вазнесења, земља над њом је била за њену свекрву, велику кнегињу Марију, која је тада била у Коломни са великим кнезом Иваном“. Постојала је сумња да је умрла „од смртоносног напитка; јер сам знао ово: ставили су јој покривач, и велики део је висио, а онда се то тело распало, и велики део тог покривача није допирао до тела“.
Сумња је пала на жену кнежевог писара Алексеја Полујектова, Наталију, која је служила велику кнегињу: „...која... је послала појас (кнегињин)... жени“ (то јест, врачарици). Чиновник је пао у немилост и шест година се није усудио да се покаже љутом великом кнезу.
„Журба сахране, одсуство великог кнеза, који, очигледно, није журио да буде обавештен о томе шта се догодило, као да потврђују речи хроничара о насилној смрти Марије. Међутим, тешко је замислити коме је била потребна смрт „љубазне и скромне“ велике кнегиње. Мало је вероватно да је овде деловала група која је предвидела другу невесту за великог кнеза. Као што је познато, Иван III се оженио други пут само шест година касније, 1473. године, и узео је жену из иностранства, „цариградску принцезу“ Софију. Ако је Марија заиста отрована, онда је то, изгледа, могло бити само резултат неке свађе између жена из породице великог кнеза, а инцидент са појасом је наговештен узнемиреном супругу како би се сакрили прави кривци. Разлог за раздор могла су бити сећања старе велике кнегиње Марије Јарославне на понижавајуће околности Ивановог брака са кућом московског великог кнеза. Вреди напоменути да ако тверски летописац, говорећи о веридби велике кнегиње Марије, бележи: „... и сами су се удварали“ њу“, затим се у неким московским изворима овај догађај сматра наметнутим Москви од стране тверског великог кнеза и очајних околности: „Кнез Борис Александрович је рекао великом кнезу: „Удај свог сина Ивана за мене, а ако се не удаш за њега, вратићу те кнезу Димитрију.“ „Нехотице је верио своју ћерку Марију за свог сина кнеза Ивана“. Тверска кнегиња је могла да иритира своју свекрву рекавши лепу реч у одбрану свог младог брата Михаила, који је постао послушни вазал Москве, подсетник на некадашњу славу њене родне кнежевине и на службу коју је њен отац учинио московском престолу. На овај или онај начин, летописац није пропустио да примети да је током сахране кнегиње са њом била њена свекрва, која је одмах након овог догађаја (као да се искупљује за грех заједништва са њим) почела да обнавља и украшава Вазнесењски манастир у Кремљу“.

## Наслеђе
Државни музеји Московског Кремља садржи плаштаницу која се може повезати са великом кнегињом Маријом Борисовном Рјурикович. На средини плаштанице, на жућкастој дамаској подлози извезен је лик Богородице Одигитрије (тачније, Смоленске иконе); На широким бордурама плавог дамаста налази се слика тринаест фигура до појаса. Деисис појас је извезен на врху. У центру је Спаситељ са затвореним Јеванђељем у руци, са стране у тричетвртинском окрету са рукама молитвено испруженим ка њему су Пресвета Богородица, свети Јован Крститељ и арханђели Михаило и Гаврило. Канонски део Деизиса употпуњују усправне, допојасне фигуре светих апостола Петра и Павла на левој и десној ивици. Испод њих, на истој бордури, симетрично су смештене исте фигуре митрополита Петра и Алексеја. Доња ивица приказује фигуре са двоструком дужином до струка и правим лицем. Лево су свети Јован Златоусти и свети кнез Борис, десно су свети кнежеви Владимир и Глеб. Иза Деизиса су постављени покровитељи Москве и московског великокнежевског дома, московски митрополити Петар и Алексеј.
Постоји претпоставка да је овај вео потекао из радионица велике кнегиње Марије Борисовне, што се посебно види по избору ликова. Свети Јован Златоусти је заштитник њеног мужа, Свети кнез Борис је заштитник њеног оца; а присуство московских митрополита указује да је производ припадао московској кнежевској династији. Одсуство свекровог заштитника, великог кнеза Василија II, на плаштаници датира ову другу у време после 1462. године, када је велики кнез Василије II Васиљевич умро. Коначним датумом за постригивање треба сматрати 1467. годину, годину смрти велике кнегиње Марије Борисовне.